# Championnats d'Europe par équipes d'épreuves combinées 2017
Navigation
CE des épreuves combinées 2015 CE des épreuves combinées 2019
La 33e édition de la Coupe d'Europe des épreuves combinées, renommée pour cette occasion Championnats d'Europe par équipes d'épreuves combinées  (en anglais, European Combined Events Team Championships) se déroule les 1er et 2 juillet 2017, à Tallinn pour la Superligue, et à Monzón pour la 1re et la 2e ligues. Tallinn accueille cette compétition pour la 6e fois, tandis que Monzón a hébergé la 2e ligue en 2006.

## Super Ligue
C'est l'Ukraine qui remporte la Super Ligue, pour la première fois, devant l'Estonie, nation-hôte. Le décathlon est remporté par Janek Õiglane, avec 8 170 points, devant Oleksiy Kasyanov, 7 958 pts, et Karl Robert Saluri, 7 837 pts. Pour l'heptathlon, c'est Alina Shukh qui l'emporte avec 6208 points, son record personnel.
1. Ukraine 40 085 points
2. Estonie 39 779 pts
3. France 39 771 pts
4. Royaume-Uni 38 381 pts
5. Biélorussie 37 998 pts
6. Suisse 37 893 pts
7. Pologne 29 442 pts, reléguée.

La Russie, suspendue, est également reléguée en 2019.

## Première Ligue
1. Pays-Bas 39 386 points, promus
2. Espagne 39 153 points, promue
3. Suède 38 376 pts
4. Finlande 38 040 pts
5. Tchéquie 37 566 pts
6. Italie 36 609 pts
7. Portugal 35 731 pts, relégué
8. Roumanie 31 861 pts, reléguée

Le décathlon est remporté par Jorge Ureña, 8 121 points, devant Marcus Nilsson, 7987 pts, et Bas Markies.

## Deuxième Ligue
Seules quatre équipes complètes terminent la compétition :
1. Lituanie 36 838 points, promue
2. Lettonie 35 261 pts, promue
3. Danemark 35 026 pts,
4. Islande 33 923 pts.

C'est le Norvégien Martin Roe avec 8 144 points qui obtient le meilleur résultat mais faute d'équipe complète c'est le Letton Edgars Eriņš qui remporte la médaille d'or, avec 7234 points, devant l'Islandais Tristan Freyr Jónsson, 7078 pts et Egidijus Zaninskas, 7001.